# عرفان اسماعیلاگیچ

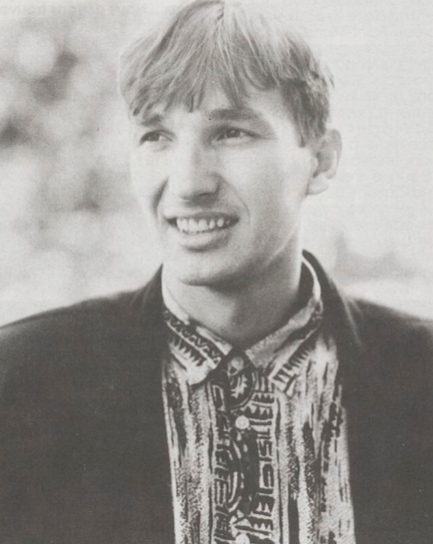
عرفان پیپه اسماعیلاگیچ - ۱۹۹۰

عرفان پیپه اسماعیلاگیچ (زادهٔ ۱۶ نوامبر ۱۹۶۱ در بانیا لوکا) بازیکن سابق هندبال اهل بوسنی و مربی فعلی هندبال که برای یوگسلاوی در بازی‌های المپیک تابستانی ۱۹۹۶ و برای ایرلند در المپیک تابستانی ۱۹۸۸ به میدان رفته است. اسمایلاگیچ مدال طلا المپیک ۱۹۹۶ و مدال طلا قهرمانی جهان ۱۹۹۵ را در کارنامه خود دارد. وی در همین سال به همین بهترین بال راست مسابقات قهرمانی جهان انتخاب شد. وی از سال ۲۰۱۵ تا ۲۰۱۶ هدایت تیم ملی هندبال ایران را به عهده داشت.
وی به عنوان مربی کرواسی را به مدال طلا قهرمانی هندبال مردان جهان ۲۰۰۳ و بازی‌های المپیک تابستانی ۲۰۰۴ رساند.